# Полоцький собор (1839)

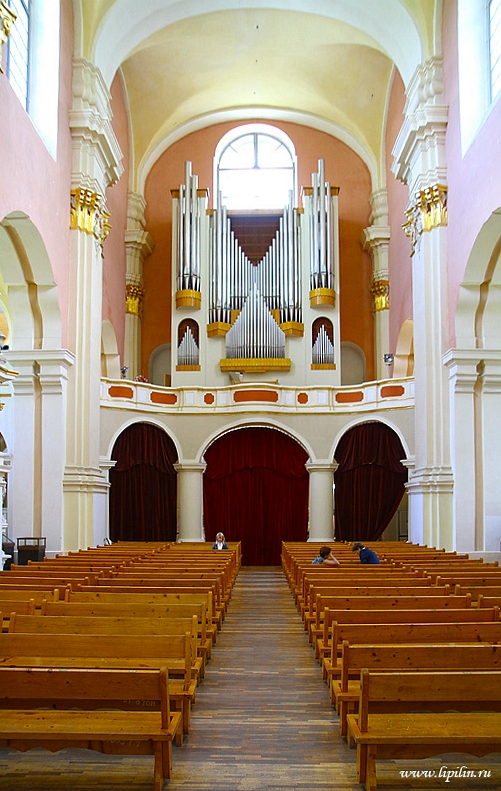
інтер'єр приміщення полоцького Софійського собору

Полоцький собор — собор Руської греко-католицької церкви в межах Російської імперії відбувся 12 лютого — 18 лютого 1839 року в м. Полоцьку в приміщенні Софійського собору. Оприлюднення акту полоцького собору почалося з квітня 1839 р.. Метою собору була ліквідація Греко-католицької церкви в Україні та Білорусі в кордонах Російської імперії з ідеологічних міркувань. Секретна інструкція уряду Росії від 1834 р. стверджувала про необхідність «поступового й обережного» примусу греко-католиків до підпорядкування їх владі Відомства православного сповідання Російської імперії. Скликали цей собор Йосиф Семашко, Антоній Зубко, Василь Лужинський, котрі заздалегідь були введені в оточення Йосафата Булгака.

## Історія
Характер зазначеного собору стає зрозумілим історичними умовами, коли цей собор був нав'язаний «згори» російським окупаційним режимом на теренах Великого князівства Литовського після російських каральних акцій під час повстання 1830—1831 років, через що «знизу» поспільство місцевого люду не чинило спротиву. Підготовка до цього собору велась таємно з 1835 р. Секретним комітетом, а під проведення згаданого собору прибув російський 29-й козацький полк. На полоцькому соборі було 111 греко-католицьких священиків, які не відали про таємну інтригу і раптово дізналися про це та спробували виступити проти ліквідації Греко-католицької церкви і збирали підписи з цією метою, паралельно зі збором підписів намовлених прихильників ліквідації Греко-католицької церкви (з метою поліпшення свого матеріального становища за рахунок вказаної ліквідації); деякі з прихильників Греко-католицької церкви були заслані далеко від Батьківщини у внутрішні області Росії (традиційна метода Росії під час репресій — ізоляція від впливу неросійських священиків на не російську паству). У Білоруській єпархії з числа 680 греко-католицьких священиків після адміністративного тиску дали підписи лише 186 для такого собору, частина намагалася перейти в римо-католицтво при примусовій ліквідації греко-католицтва в Російській імперії. (60 монастирів василіян греко-католиків вже насильно були знищені російською владою). Але уряд Росії, слідкуючи за настроями серед католицького кліру через вивідувачів Секретного комітету і готуючись до так званого полоцького собору, приготував заздалегідь указ 1829 року про заборону переходити греко-католикам в римо-католицтво. Раніше, 22 квітня 1828 р., російський цар видав указ, яким наказав перетворити організаційні форми греко-католицької церкви у російське православ'я: відбулася реструктуризація: замість 4 греко-католицьких єпархій (Полоцької, Віленської, Берестейської і Луцької) було примусово укомплектовано Росією дві — Білоруську й Литовську єпархії.
Під час цих подій завдання вести спостереження за греко-католицькими священиками було покладено на члена Секретного комітету камергера Скріпіцина Валерія Валерійовича (*1799—†1874). Представник російського фельд'єгерського корпусу вказав Антонію Зубко (від імені асесора другого департаменту Римо-католицької духовної колегії Йосифа Семашко) «переконати» єпархію та консисторію приєднатися до РПЦ МП, а у разі їх спротиву — заслати їх у монастир на покарання. До таємного плану Секретного комітету організації так званого полоцького собору причетні були також міністр внутрішніх справ Росії Блудов Дмитро та московський єпископ Філарет Дроздов.
Російський політичний режим на ньому організував анти-канонічне «скасування» постанови Берестейського собору 1596 року. Ця подія полоцького собору відбулася одразу після знакових смертей противників насильного приєднання до РПЦ МП греко-католиків (підозріло одночасно померлих саме перед цим собором): пінського вікарного єпископа Йосафата Жарського та доктора канонічного права Йосафата Булгака. Останній був фахівцем у формулюванні ступеня правомірності цих подій. За його життя очевидно не могли вчинити цю незаконність полоцького собору. Оскільки російській владі потрібно було так би мовити «узаконити» оформлення своєї окупації Великого князівства Литовського (терени сучасної Білорусі, України та Литви), де до того зовсім не було парафій та священиків Російської православної церкви Московського Патріархату. Достатньо вказати, що старообрядці (засновники міста Вєтка), тікаючи з Московії, рятувалися від репресій РПЦ МП саме у Великому князівстві Литовському.
Особливу увагу заслуговує передсоборна форма репресій та інтриги: у 1836 році греко-католицьких священиків та монахів у Білорусі та Україні почали змушували писати письмово розписки «добровільної згоди перейти на російське православ'я», незгідних понижували у посаді, ув'язнювали у монастирі (російська влада традиційно для російської історії розглядала монастирі на кшталт тюрем та психіатричних лікарень), засилали у найгірші парафії. А ще до зазначеного полоцького собору в 1837 р. Греко-католицьку Колегію уряд Росії примусово підпорядкував урядовому синодові Російської православної церкви, тим самим вважаючи формальністю організацію «полоцького собору».
До Російської православної церкви Московського Патріархату було насильно приєднано понад 1600 парафій, що налічували понад 1,6 мільйона парафіян, що з часом примусово довели масовим переведенням у російське православ'я до 3 мільйонів люду; додатково — 32 монастирі, понад 2000 храмів, понад 4000 священиків різного сану. Основним ініціатором такого чергового «возз'єднання» став проросійський греко-католицький єпископ Йосиф Семашко. З ним були — Антоній Зубко, Василь Лужинський та ще 21 персона. Цей собор прийняв акт, підозріло вигідний виключно РПЦ МП, що мав два пункти:
- У першому — оголошувалося про «єдність Православної церкви» та прохання про підпорядкування Греко-католицької церкви православному синодові державного Відомства віросповідань Російської імперії очолюваному обер-прокурором Нечаєвим Степаном Дмитровичем[3],
- у другому — вони просили російського імператора Миколу І[3] вчинити «швидку» адміністративну ліквідацію греко-католицьких парафій, які зберегли вірність Греко-католицькій церкві[3]. До цього псевдо-соборного акту були прикладені «зобов'язання» 1305 священиків та ченців, після прийняття акту їхню кількість підозріло підігнали до 1607 осіб[3].

25 березня (6 квітня н.ст.) 1839 р. російський імператор Микола І видав указ відповідно до акту полоцького собору, на основі чого урядовий синод РПЦ МП прийняв постанову про «приєднання уніатів» до РПЦ МП.
22 листопада 1839 р. Папа Римський Григорій XVI видав алокуцію з обвинуваченням греко-католицького єпископату у відступництві, але без критики уряду Росії через побоювання прогнозованих наслідків для римо-католиків в Російській імперії.
Пізніше відбувся на основі проголошень полоцького собору політично-адміністративний тиск на греко-католиків Холмщини, що особливо був відчутний за імператора Олександра II у 1875 році, з ліквідацією Холмської дієцезії на користь утворення структури РПЦ МП у тих краях. У Люблінській губернії, Сувальській губернії, Седлецькій губернії та інших греко-католики масово стали переходити на римо-католицтво.
Крім вищенаведеного, наслідком так званого «полоцького собору» була втрата розграбованих російським окупаційним режимом культурних цінностей Білорусі та України (книги, ікони, витвори мистецтва, коштовний посуд тощо).
Тільки на Галичині під владою Австрії Українська греко-католицька церква продовжувала розвиватися.

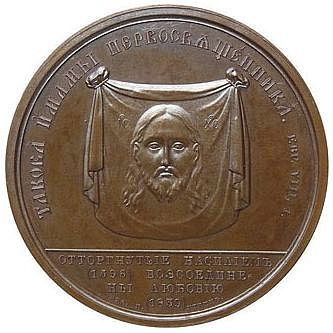
аверс медалі 1839 року

## Фалеристика
У зв'язку з подією навколо полоцького собору була викарбувана спеціальна російська медаль з написом «Відторгнуті насиллям (1596) возз'єднані любов'ю (1839)» (рос. Отторгнутые насилием 1596 воссоединены любовью 1839), але насправді було інакше (щодо «возз'єднані любов'ю»), про що свідчать хоча б події з Пратулинськими мучениками.

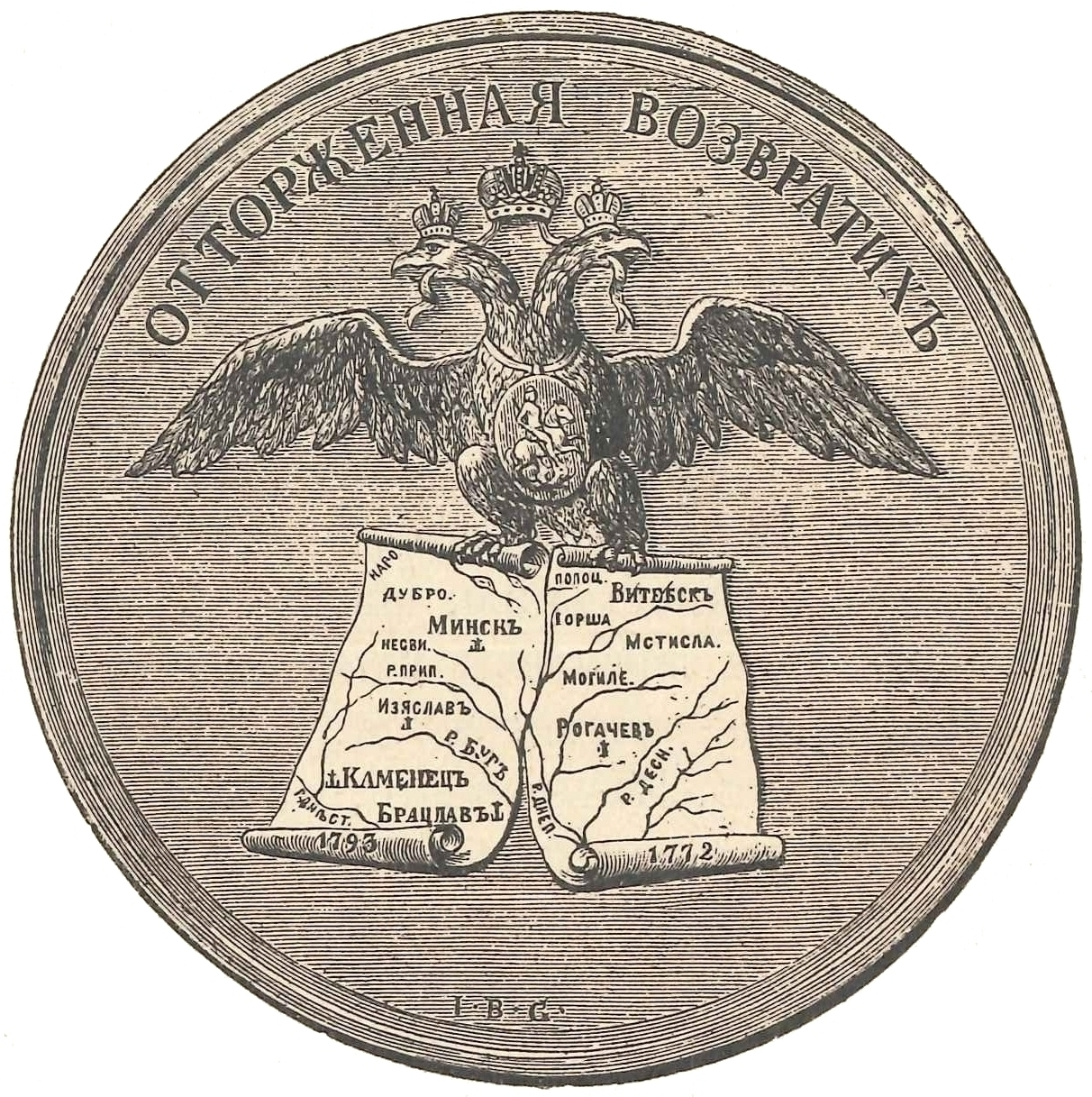
медаль «Повернення відторгнутого» 1793 р.

Невипадково ця медаль повторює ідею попередньої медалі Повернення відторгнутого 1793 року у зв'язку з російською окупацією Великого князівства Литовського (на що місцеве населення відреагувало повстанням 1794 року), бо акт полоцького собору розглядався як утвердження російського загарбання Білорусі та України.

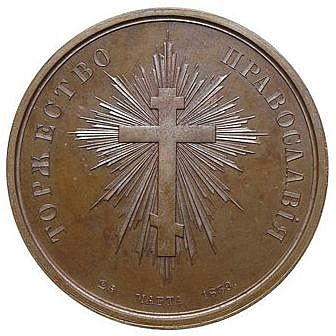
реверс медалі 1839 року

Дата на тій медалі — 25 березня 1839 року, не збігається з датою проведення собору, але збігається з початком насилля російського режиму над місцевими греко-католиками під прикриттям незаконного рішення фіктивного полоцького собору.
Полоцький собор був організований напередодні дня торжества Православ'я за церковним календарем РПЦ МП. Тому не випадково на зворотній стороні медалі був зроблений завчасно напис — рос. Торжество — Православия.
Медаль містить підпис медальєра — Уткіна Павла Петровича.